# Yixi
Yixi (kinesiska: 意溪) är en köping i sydöstra Kina. Den ligger i stadsdistriktet Xiangqiao i staden Chaozhou i provinsen Guangdong, omkring 350 kilometer öster om provinshuvudstaden Guangzhou. Antalet invånare är 45 415. Befolkningen består av 22 769 kvinnor och 22 646 män. Barn under 15 år utgör 16,0 %, vuxna 15-64 år 73 %, och äldre över 65 år 9,0 %.